# 台夫特陶器

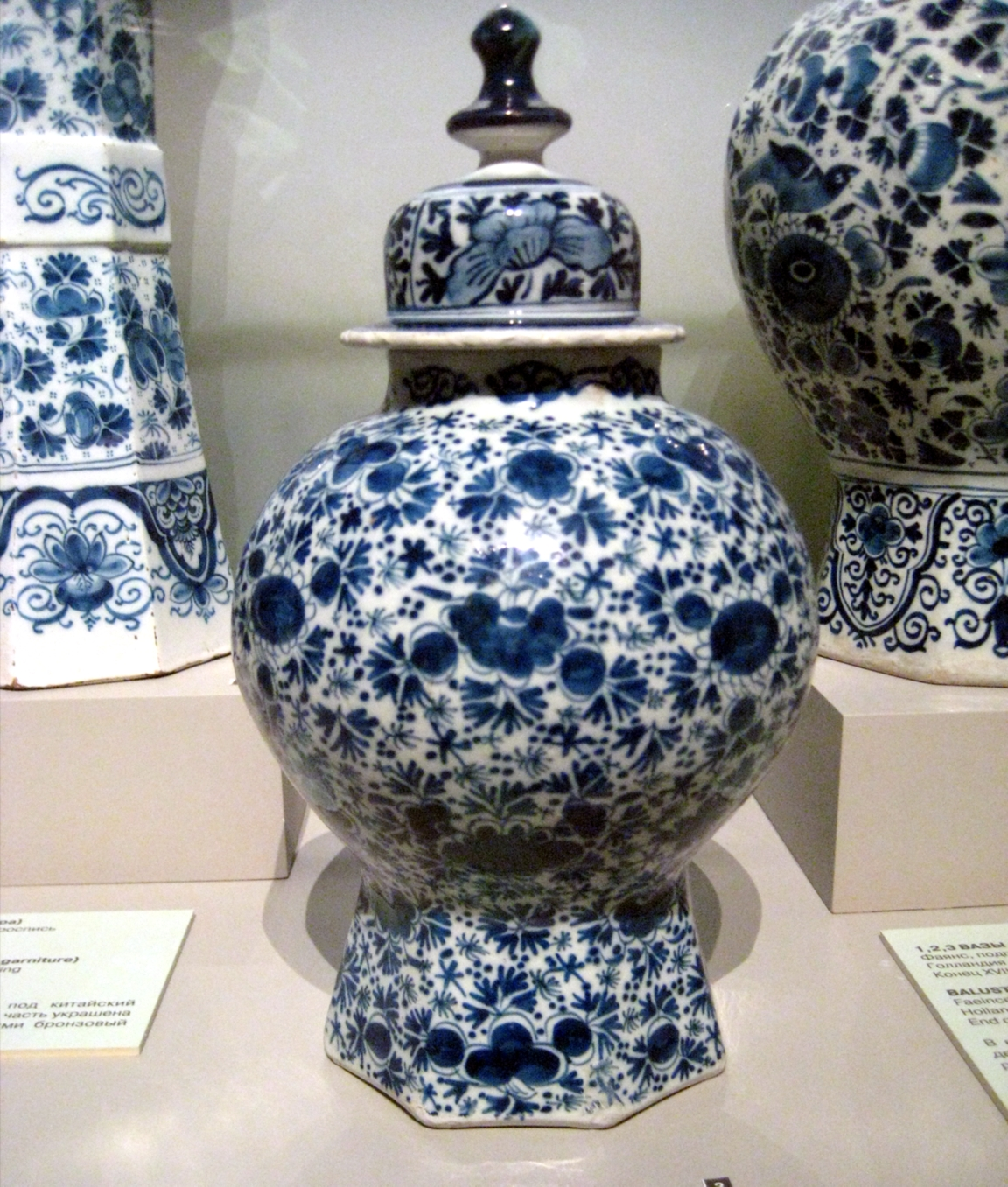
藏于普希金博物馆中的台夫特陶罐

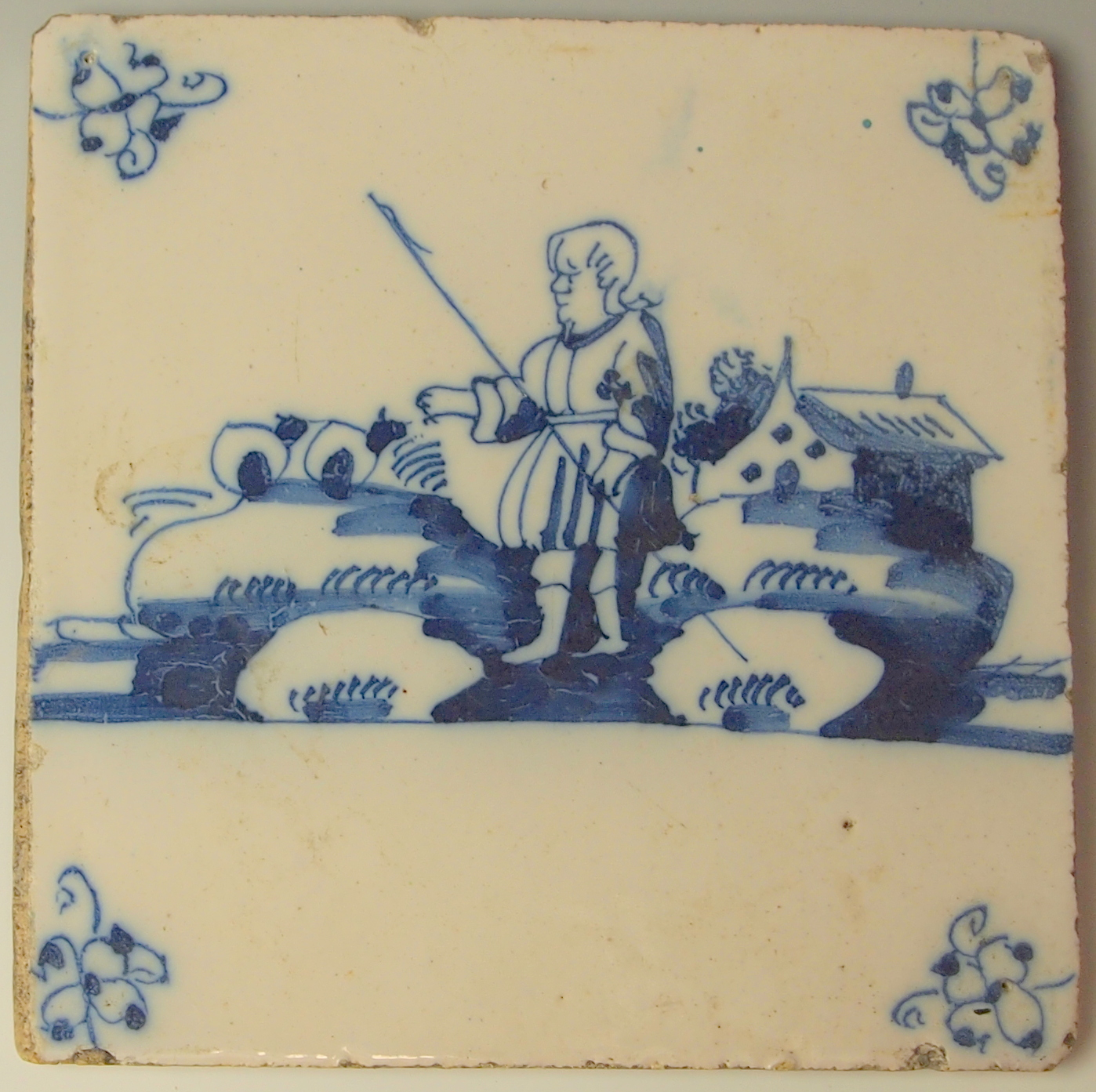
台夫特陶磚

臺夫特陶器（英語：Delft pottery），又稱台夫特藍陶（荷蘭語：Delfts blauw）、台夫特藍瓷，一種陶器。最早出产于荷兰南荷兰省代尔夫特，在16世紀後開始製造，因受中國青花瓷影響，颜色以青白花为主。
臺夫特陶器後來也被用來稱呼具備這種特定風格的陶器，其底釉為白色，再以氧化金屬釉來作彩繪裝飾。它被廣泛用於盤子、裝飾及平鋪磚瓦上。